# Semiótica estética
La semiótica estética es una rama de la semiología que se preocupa del estudio de los niveles de lectura de obras de arte de diversas técnicas y/o disciplinas.
Toma como base para sus análisis tanto la Teoría de la Comunicación, como la Estética Formal y la Teoría Perceptual, entre otras teorías y disciplinas de apoyo.
Véase también semiótica visual.